# Macrophyllum macrophyllum
Macrophyllum macrophyllum — вид родини листконосові (Phyllostomidae), ссавець ряду лиликоподібні (Vespertilioniformes, seu Chiroptera).

## Морфологічні особливості
Довжиною голови і тіла від 40 до 53 мм, довжина передпліччя між 34 і 45 мм, довжина хвоста між 38 і 49 мм, довжина ступні від 13 до 16 мм, довжина вух від 17 до 20 мм і маса до 11 грамів. Шерсть довга і м'яка. Спинна частина кіптяво-коричнева, черевна частина світліша. Вуха злегка довші голови і відокремлені. Зубна формула: 2/2, 1/1, 2/3, 3/3 = 34.

## Екологія
Полює на комах (молі і двокрилі) близько над водною поверхнею озер і повільно текучих струмків. Ховається в печерах або дуплах дерев, живе колоніями до 70 осіб.

## Середовище проживання
Країни проживання: Аргентина, Беліз, Болівія, Бразилія, Колумбія, Коста-Рика, Еквадор, Сальвадор, Французька Гвіана, Гватемала, Гаяна, Гондурас, Мексика, Нікарагуа, Панама, Парагвай, Перу, Суринам. Живе в тропічних лісах, залежить від води.